# Defstar Records
Defstar Records (デフスターレコーズ, Defusutā Rekōzu) est une maison de disque japonaise. Elle est une filiale du groupe Sony Music Entertainment Japan.

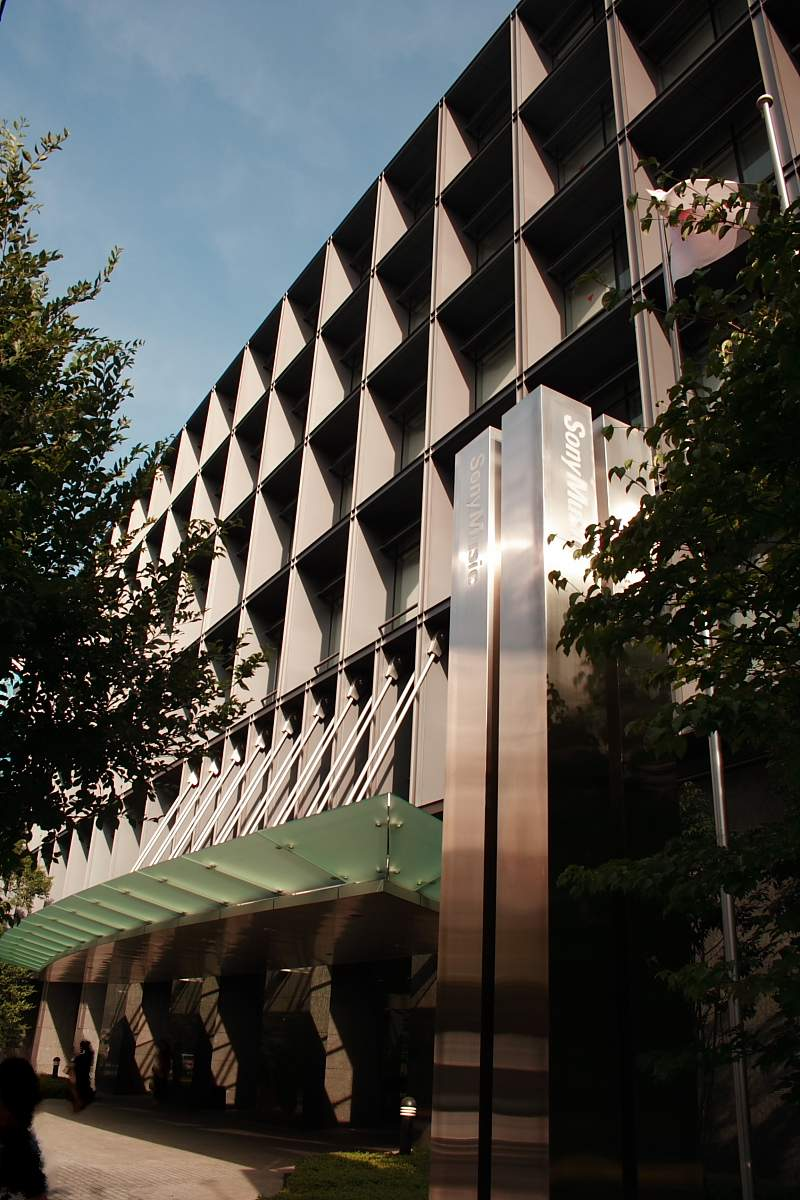
Le label Defstar Records se trouve dans le SME Rokuban-chō Building

## Histoire
Le label Defstar Records a été fondé par Takashi Yoshida,

## Artistes affiliés
- Shiritsu Ebisu Chugaku
- Wonder Girls (représentés seulement au Japon)
- Ken Hirai
- Kylee
- Chiaki Kuriyama
- Chemistry
- Kanon Wakeshima
- Shion Tsuji

## Artistes affiliés antérieurement

### Changé de label
- AKB48 (2006–2008)
- Tomoko Kawase (Tommy February6 / Tommy Heavenly6) (2000–2009)

### Inactifs
- Beat Crusaders